# Bistum Poreč-Pula
Das Bistum Poreč-Pula (kroat. Porečko i Pulska biskupija, lat. Dioecesis Parentina et Polensis) ist ein römisch-katholisches Bistum in Kroatien. Es ist seit dem Jahr 2000 dem Erzbistum Rijeka unterstellt. Das Territorium der Diözese Poreč-Pula umfasst ganz Istrien, abgesehen von dem kleinen slowenischen Anteil bei Koper. Die Diözese entstand 1828 durch die Zusammenlegung der Bistümer Poreč und Pula. Hauptkirche des Bistums ist die Euphrasius-Basilika von Poreč.

## Geschichte
Erster namentlich bekannter Bischof von Poreč war der heilige Maurus, der Ende des 3. Jahrhunderts das Martyrium erlitten hat. Es wird vermutet, dass auch Pula bereits im 4. Jahrhundert Bischofssitz war.
Bis zu ihrer Zusammenlegung waren Poreč und Pula unterschiedlichen Metropolien unterstellt: Aquileia, Görz, Udine und Venedig. In das heutige Bistum wurden die einst selbständigen Bistümer von Pićan und Novigrad eingegliedert. Bei der Neuordnung der Diözesen im Kaisertum Österreich kamen 1828 der nördliche und der mittlere Teil Istriens zum Bistum Triest und Capodistria.
Nach dem Zweiten Weltkrieg wurde 1947 eine unabhängige Apostolische Administratur in Pazin gegründet. Diese verwaltete jene Gebiete der Diözese Triest und Capodistria, die nunmehr jugoslawisch geworden waren. 1977 entschied der Heilige Stuhl unter Papst Paul VI., dass diese Gebiete in das wiedererrichtete Bistum Koper einzugliedern seien.
In Teilen der Diözese wurde bis ins 20. Jahrhundert hinein der Altslawische Ritus gepflegt.

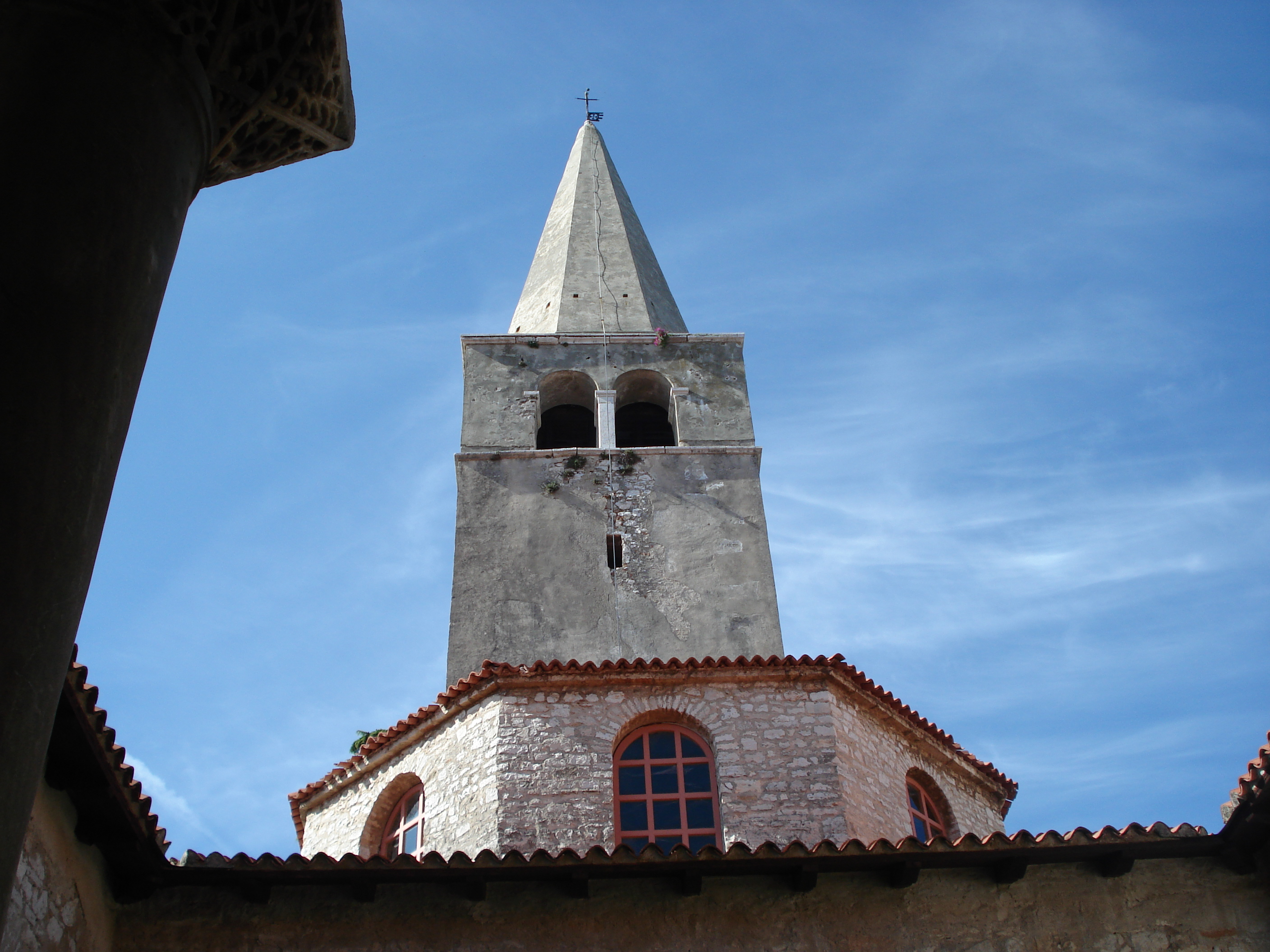
Kathedrale: Euphrasius-Basilika (Poreč)
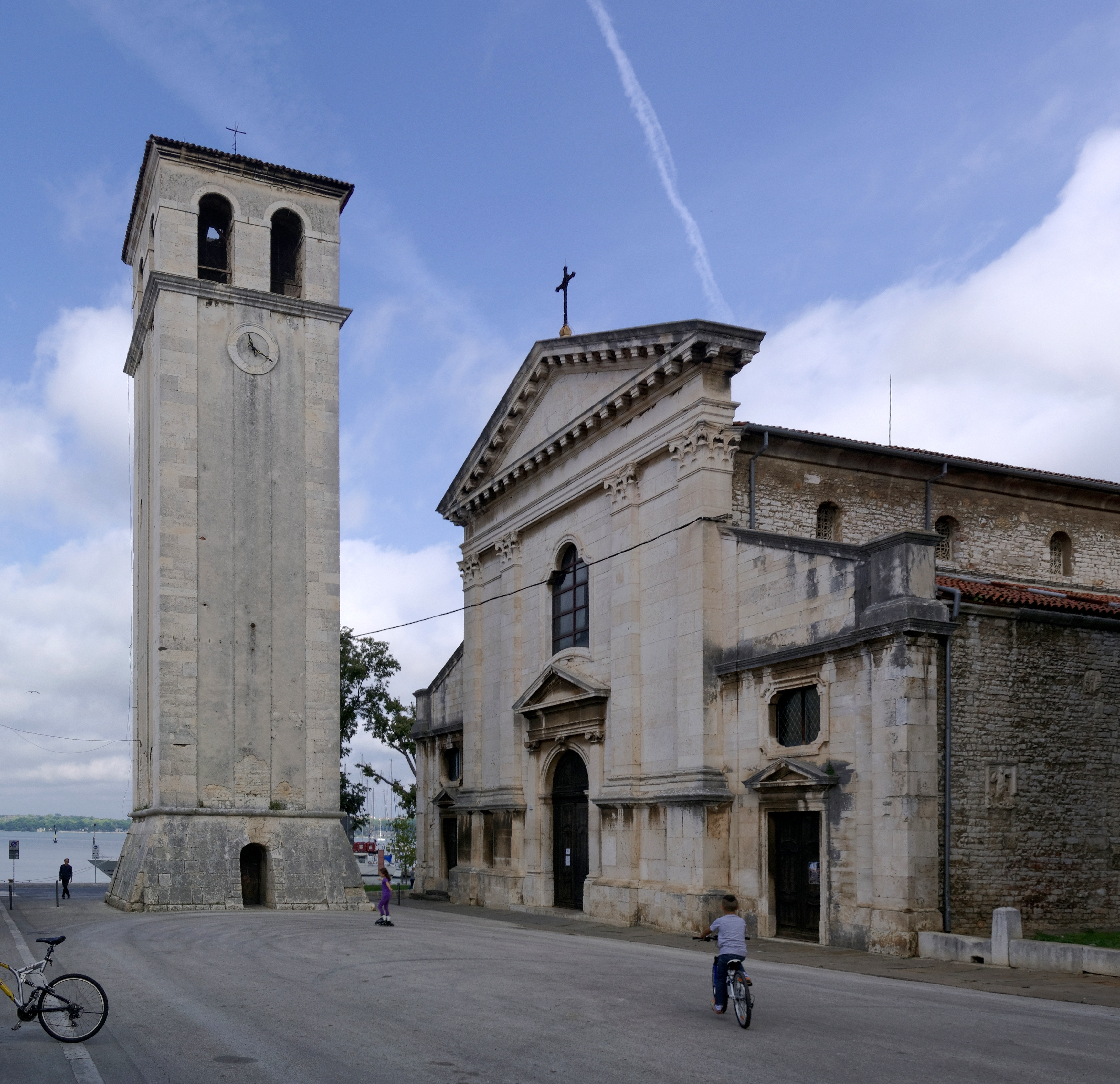
Konkathedrale: Mariä Himmelfahrt (Pula)